# Слух
Слух је једно од пет чула. Помоћу њега организми могу да чују звуке који их окружују, помоћу ува. Оно служи као левак за прикупљање звучних таласа из ваздуха око сувоземних организама и из воде из животиња који живе у воденим срединама. Таласи пролазе кроз ушни канал, и ударају у бубну опну. Вибрације пролазе дуж три сићушне кости, чекића, наковња и узенгије. Узенгија шаље вибрације у део уха који је испуњен течношћу и назива се пуж. Вибрације се таласасто преносе кроз течност и потресају микроскопски ситне длачице које излазе из нервних ћелија. Док се длачице померају, ћелије производе нервне сигнале, који путују дуж слушног нерва до мозга.
Слух је једно од пет чула кичмењака, укључујући и људе. Код њих слушни систем прикупља механичке вибрације, које узрокују звучне таласе. Звук се чује, јер живци у ушима претварају вибрације у сигнале, који иду у мозак. Слушни систем се састоји од ува, слушног живца и делова средишњег живчаног система који су укључени у осећај слуха. Немогућност слушних органа, да примају подражаје назива се глувоћа.
Чуло слуха је веома осетљив рецептор спољњих дражи, који има високо развијену способност да механичку енергију звучних таласа претвара у биолектричне импулсе и упућује их одговарајућим можданим центрима. Механорецептори овог чула су смештени у тзв. Кортијевом органу унутрашњег ува, главном функцијском делу пужа. До њега звук допире преко спољног и средњег ува. Звучни таласи изазивају треперење бубне опне, које се преноси на слушне кошчице: чекић, наковањ и узенгија. Будући да су међусобно повезане лигаментима, оне имају сталан положај, али и нарочито значајну способност да делују као својеврсна опруга, која јачину примљених треперења повећава за више од 20 пута. Са узенгије ове вибрације (преко „овалног окна”) доспевају до пужа.
Пуж је 2,5 пута спирално савијена цев, чија је унутрашњост, базном мембраном, уздужно подељена на две шупљине. Испуњена је слушном течношћу, кроз коју се звучни трептаји преносе на базну мембрану, а са ње на чулне ћелије Кортијевог органа. Базна мембрана је ужа на основи него при врху пужа, што омогућава да се високи тонови чују на почетку, а дубоки – на крају пужеве цеви. Тиме се остварује просторна анализа звука по висини. Механорецептори Кортијевог органа обухватају три спољна и један унутрашњи ред трепљастих ћелија. Крајње спољне ћелије регистрирају најтише звукове, са границе чујности. Према унутрашњости се распознају све снажнији тонови, што омогућава разликовање звука по јачини. Створени биоелектрични импулси осетних ћелија, путем слушног живца, доспевају до слепоочног дела коре великог мозга, где се врши не само изоштравање звука, него и психоакустичка анализа, посебно када је реч о говорним елементима.

## Својства звука и тестирање функције
Интензитет (јачина) и фреквенција (учесталост) звучних вибрација основна су својства звучних таласа, од којих зависе количина и квалитет звучних информација. Звук је зрачно треперење одређене амплитуде (таласне дужине) и фреквенције (броја трептаја у секунди). Основна јединица мере јачине је децибел (dB), а фреквенције херц (Hz). Јаке звучне дражи имају високу амплитуду, а фреквенција расте са висином тона. Нормално људско чуло осећа звучне таласе фреквенције од 20 до 20.000 Hz. Инфразвук је треперење испод 16 Hz, а ултразвук је треперење изнад 20.000 Hz.
Функционалне способности чула слуха су одређене минималном количином звучних информација на основу којих су прецизно распознатљиве најмање промене интензитета и фреквенције звучних вибрација. Ови диференцијални прагови (разликовања) посебно су значајни у подручју тихих, једва чујних и веома јаких тонова.
Апсолутни праг слуха је онај степен његове осетљивости на којем се одређени звук једва може распознати од апсолутне тишине. Диференцијални праг две фреквенција или два интензитета звука представља најмању разлику коју је могуће осетити у одређеном подручју дубине слушног поља. Он нема сталну вредност, а зависи од учесталости звучних вибрација. Праг нелагодности и праг бола налазе се у подручју високих интензитета, када звук губи своја битна својства и изазива осећај нелагодности и бола. Праг слуха је различит за поједине фреквенције и означава се са 0 (нула) dB, док је праг бола приближно константан и нормално се креће од 110 до 130 dB.
Физиолошко дејство буке на чуло слуха и организам у целини у највећој мери се остварује повећањем надражаја симпатичког дела нервног система, који делује без утицаја наше воље. Огромна већина људских делатности одвија се у условима одређеног озвучења радног простора, те је организам адаптиран на извесне „нормалне” тоналитете буке. Њен оптимум увелико зависи од врсте рада, расположења, индивидуалних склоности и других чинилаца. Зато апсолутна тишина, у којој шумови тела, пулс, дисање, проток крви и звучни знаци осталих животних функција постају врло гласни, изазива непријатан осећај, узнемирење и психичке сметње које се не могу дуго издржати. Међутим, при интензитетима буке преко 60 dB, a naročito preko 80 dB, јављају се различити симптоми појачаног надражаја симпатикуса, који на већој будности постају још израженији и доводе до бурних реакција организма и оштећења чула слуха.
Могући поремећаји у људском организму услед прекомерне буке
| Поремећена функција            | Последица |
| ------------------------------ | --- |
| Циркулација                    | Стезање крвних судова: - пораст крвног притиска, - слабљење периферне циркулације                                                |
| Дисање                         | Сметње у ритму и размени гасова                                                                                                  |
| Варење                         | Поремећаји мишићне активности (перисталтике) пробавних органа                                                                    |
| Метаболизам                    | - Раст опшег метаболизма, - Повећана потрошња енергије                                                                           |
| Рад централног нервног система | Умор, раздражљивост и несаница                                                                                                   |
| Активност ендокриних жлезда    | - Повећано лучење стимулатора метаболизма (хипофиза) - Смањено лучење инсулина (гуштерача): повећање концентрације шећера у крви |

У пужу, нарочито у његовом вршном делу, смањује се циркулација крви, посебно при фреквенцијама звука око 4000 Hz. Истовремено се повећава оптерећење Кортијевог органа и базне мембране, где се обично и јављају прва органска оштећења унутрашњег уха.
Испитивање функције чула слуха обухвата проучавање његових квалитативних (каквоћних) и квантитативних (количинских, мерних) својстава. Квалитативне способности се одређују оријентационо, у циљу процене општег стања оштрине слуха, а квантитативне особине се тичу могућности разликовања јачине и фреквенције звука, односно степена оштећења рецептора за фреквентно подручје које се ненормално чује. У овој области још увек се може применити и испитивање слуха помоћу шапата и говора различите гласности. Шапат се нормално чује са удаљености од 6 m. Ако је његова чујност испод 4 m, ради се о лаком оштећењу, испод 1 m – о средње тешком, а способност да се чује тек викање уз само уво, прате тешка оштећења ове функције. Савремене квантитативне методе испитивања функције слуха су: акуметрија – помоћу звучних виљушака, и аудиометрија – помоћу електронског апарата-аудиометра.
У оба случаја мере се проводљивост звучних вибрација кроз ушни канал и мастоидни (сисасти) део слепоочне кости иза ушне шкољке. Прва се означава као ваздушна проводљивост, а друга као коштана проводљивост Аудиометрија је научно најпоузданији и најпрецизнији метод испитивања свих својстава функције слуха, а може бити тонска, уз употребу звучног генератора чистих тонова и говорна - на основу броја препознатих и исправно поновљених емитованих речи. Ако из било којих разлога испитаник не може или не жели да субјективно сарађује, у тестирању ове функције примењује се објективна аудиометрија, према природи одговарајућих можданих и рефлексних реакција.

## Механизам слуха
Постоје три главне компоненте људског слушног система: спољно уво, средње уво и унутрашње уво.

### Спољашње уво
Спољашње уво обухвата ушну шкољку, видљиви део ува, као и слушни канал, који се завршава бубном опном. Ушна шкољка служи за фокусирање звучних таласа кроз ушни канал према бубној опни. Због асиметричног карактера спољног уха већине сисара, звук се на свом путу у уво различито филтрира, у зависности од места његовог порекла. То овим животињама даје могућност да локализују звук вертикално. Бубна опна је херметички непропусна мембрана и када звучни таласи тамо дођу, узрокују да вибрира пратећи таласни облик звука. Церумен (ушни восак) производе церуминозне и лојне жлезде у кожи људског ушног канала, штитећи ушни канал и бубне опне од физичких оштећења и инвазије микроба.

### Средње уво
Средње уво се састоји од мале коморе испуњене ваздухом која се налази медијално од бубне опне. Унутар ове коморе налазе се три најмање кости у телу, колективно познате под називом слушне кошчице које укључују malleus, incus, и stapes (познате и као чекић, наковањ и узенгија). Оне помажу у преношењу вибрација са бубне опне у унутрашње уво, пуж. Сврха слушних кошчица средњег ува је да превазиђу неусклађеност импедансе између ваздушних и пужних таласа, пружајући усклађивање импедансе.
Такође се у средњем уху налазе мишић узенгије и мишић затезач бубне опне, који штите слушни механизам кроз рефлекс укрућења. Узенгија преноси звучне таласе у унутрашње уво кроз овални прозор, флексибилну мембрану која одваја средње уво испуњено ваздухом од унутрашњег уха испуњеног течношћу. Округли прозор, још једна флексибилна мембрана, омогућава глатко померање течности унутрашњег ува изазвано улазним звучним таласима.

### Унутрашње уво
Унутрашње уво се састоји од пужа, који је спирално обликована цевчица испуњена течношћу. Уздужно је дели Кортијев орган, који је главни орган прелаза са механичке на неуралну трансдукцију. Унутар Кортијевог органа налази се базиларна мембрана, структура која вибрира када се таласи из средњег ува шире кроз течност пужа - ендолимфу. Базиларна мембрана је тонотопска, тако да свака фреквенција има карактеристично место резонанце дуж ње. Карактеристичне фреквенције су високе на базалном улазу у пуж, а ниске на врху. Базиларно кретање мембране узрокује деполаризацију ћелија длаке, специјализованих слушних рецептора смештених у Кортијевом органу. Иако саме ћелије длаке не производе акционе потенцијале, оне ослобађају неуротрансмитер у синапсама са влакнима слушног нерва, који ствара акционе потенцијале. На тај начин се обрасци осцилација на базиларној мембрани претварају у просторно-временске обрасце сигнала који преносе информације о звуку у мождано стабло.

## Тестови слуха
Слух се може мерити тестовима понашања помоћу аудиометра. Електрофизиолошки тестови слуха могу пружити тачна мерења прагова слуха чак и код несвесних испитаника. Такви тестови укључују акустички евоциране потенцијале можданог стабла (енгл. auditory brainstem response, ABR), отоакустичне емисије (енгл. otoacoustic emissions, OAE) и електрокохлеографију (ECochG). Технички напредак ових тестова омогућио је да се тестирање слуха за новорођенчад прошири.
Слух се може мерити помоћу мобилних апликација које укључују функцију аудиолошког испитивања слуха или апликацију за слушни апарат. Ове апликације омогућавају кориснику да мери прагове чујности на различитим фреквенцијама (аудиограм). Упркос могућим грешкама у мерењима, оштећење слуха се може детектовати.

## Типови губитка слуха и решења
Губитак слуха може бити различитих типова, а у зависности од узрока и места оштећења, издвајају се четири главна типа:
- Кондуктивни губитак слуха: Овај тип губитка слуха настаје услед проблема у спољашњем или средњем уву који омета правилно спровођење звука. Узроци могу бити акумулација ушног воска, перфорација бубне опне, акумулација течности у средњем уху, или отосклероза. Ови губици су обично блажи или умерени, узрокујући губитке слуха од 40 до 60 децибела. Уобичајена решења укључују слушне апарате, коштане наочаре, или уградњу вибрант имплант система.
- Сензонеурални губитак слуха: Овај тип је познат и као "нервна глувоћа" и настаје услед несталих или оштећених сензорних ћелија у кохлеи. Често је трајан и може варирати од благих до апсолутних облика. Слушни апарати су најчешће решење за благе до озбиљне сензонеуралне губитке, док су кохлеарни имплантати препоручени за тешке облике.
- Мешовити губитак слуха: Комбинација кондуктивног и сензонеуралног губитка. Решења обухватају слушне апарате, коштане наочаре и кохлеарне имплантате.
- Неурални губитак слуха: Овај тип настаје услед проблема са слушним нервом и представља трајни губитак слуха. У овом случају, слушни апарати и кохлеарни имплантати нису ефикасни. У неким случајевима, браинстем имплантати могу пружити помоћ.